# Celio (nome)
Celio  è un nome proprio di persona italiano maschile.

## Varianti
- Alterati: Celino[2]
- Femminili: Celia[2]

### Varianti in altre lingue
- Latino: Caelius[2], Coelius
- Portoghese: Celio[2]
- Spagnolo: Celio[2]

## Origine e diffusione
Riprende il nome gentilizio Caelius o Coelius, derivante da caelum, "cielo" o indicante la provenienza dal mons Caelius, il Celio, uno dei sette colli di Roma. Altre fonti lo riconducono invece al greco κοῖλος (koilos), con il significato di "caverna" o "ventre".
In Italia è distribuito soprattutto nel Centro-Nord ed in Sardegna ed è particolarmente concentrato in Veneto.

## Onomastico
L'onomastico si festeggia il 27 luglio in ricordo di san Celio, eremita del I secolo vissuto in Toscana.

## Persone

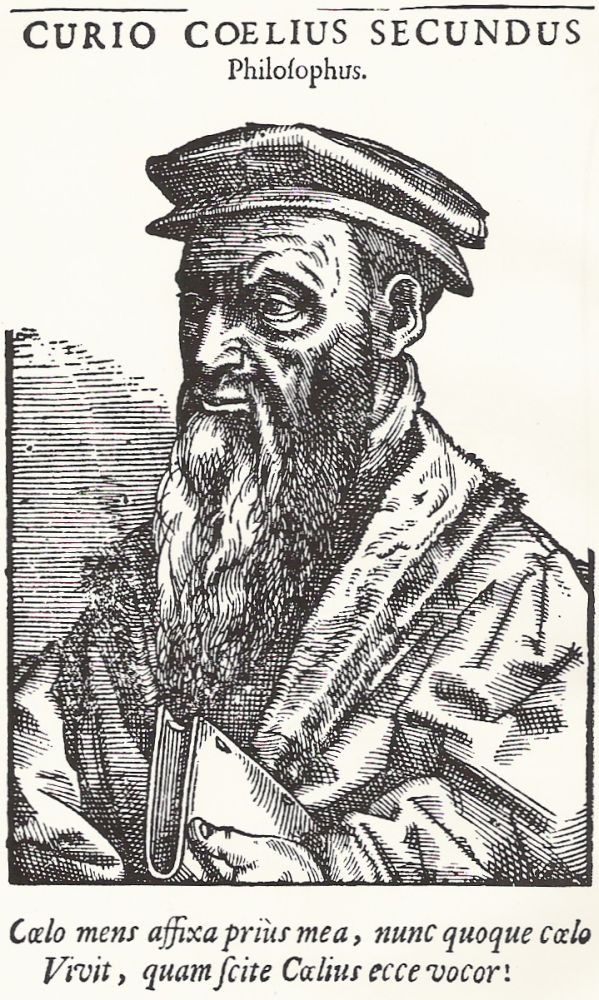
Celio Secondo Curione

- Celio Aconio Probiano, politico romano
- Celio Antipatro, retore, giurista e storico romano
- Celio Aureliano, medico romano
- Celio Calcagnini, umanista, scienziato e diplomatico italiano
- Celio Secondo Curione, umanista italiano
- Celio Magno, poeta italiano
- Celio Malespini, letterato italiano
- Celio Piccolomini, cardinale italiano
- Marco Celio Rufo, oratore e politico romano
- Celio Vibenna, condottiero etrusco